# Trouble (chanson d'Elvis Presley)
Pour les articles homonymes, voir Trouble.
Pistes de King Creole
Hard Headed Woman Dixieland Rock
Trouble est une chanson de rock 'n' roll écrite par Jerry Leiber et Mike Stoller, dont l'interprétation la plus connue est celle d'Elvis Presley dans le film Bagarres au King Créole, en 1958.

## Reprises et adaptations
- La chanson Trouble fut de nombreuses fois reprises, signalons notamment celles de Suzi Quatro en 1974, de Robbie Williams en 2002 et par Jacqueline Taïeb en 2013.
- Johnny Hallyday, en 1962, crée sur la scène de l'Olympia, une adaptation française intitulée La bagarre.
- Amanda Lear reprend La bagarre' en 1975.
- Michel Pagliaro en 1975 l'adapte sous le titre Émeute dans la prison
- Austin Butler reprend la chanson Trouble dans le film Elvis en 2022